# سرایدی
سرایدی (به عربی: سرایدی) یک شهرداری در الجزایر است که در استان عنابه واقع شده‌است. سرایدی ۷٬۶۲۶ نفر جمعیت دارد.